# 野尻村 (和歌山県)
野尻村（のじりむら）は、和歌山県那賀郡にあった村。現在の海南市の北東端、貴志川の左岸に位置する。地名の由来は、紀伊続風土記に、貴志川の河岸段丘に開けた別院の野末にあたる地という意味。とある。

## 地理
- 山岳 ： 野尻山
- 河川 ： 貴志川

## 歴史
- 1601年（慶長6年) - この年に実施された検地により、那賀郡野尻村が編成される。
- 1889年(明治22年) - 町村制の施行により、七山村 (和歌山県)・原野村・高津村 (和歌山県)・孟子村・野尻村・別院村・下津野村の区域をもって那賀郡北野上村が発足。同日、野尻村廃止。